# 1920년 하계 올림픽 조정
1920년 하계 올림픽 조정 경기는 1920년 8월 27일부터 8월 29일까지 벨기에 안트베르펀에서 열렸다.

## 참가국
14개 국가에서 136명의 조정 선수가 안트베르펀 올림픽에 출전했다:
| - 벨기에 (20) - 브라질 (5) - 캐나다 (5) - 체코슬로바키아 (15) | - 덴마크 (1) - 프랑스 (14) - 영국 (10) - 이탈리아 (6) | - 네덜란드 (12) - 뉴질랜드 (1) - 노르웨이 (13) | - 스웨덴 (6) - 스위스 (13) - 미국 (15) |